# Facundo Roncaglia
Facundo Sebastián Roncaglia (Chajarí, 10 febbraio 1987) è un calciatore argentino, difensore del Sarmiento (J).

## Biografia
Soprannominato El Torito. Ha origini italiane, più precisamente di Zugliano in Veneto, che lo rendono così comunitario.

## Caratteristiche tecniche
Paragonato a Daniel Passarella per la grande grinta, da giovanissimo inizia la carriera da attaccante, poi fu riposizionato da difensore. Predilige il ruolo di difensore centrale, ma può essere impiegato anche come terzino destro. Le sue armi migliori sono la potenza nei contrasti e la reattività nel gioco aereo.
Alejandro Gómez ha dichiarato in un'intervista che Roncaglia è il difensore più forte da lui affrontato.

## Carriera

### Club

#### Boca Juniors e i vari prestiti
Ha fatto il suo debutto professionale con il Boca Juniors, la sua prima partita nella Primera División avviene il 21 ottobre 2007 in una partita contro l'Estudiantes de La Plata finita 1-1. Ha aiutato il Boca Juniors a vincere il Torneo di apertura del 2008.
Il 30 luglio 2009 firma con l'Espanyol club della Liga in prestito, squadra composta da cinque connazionali, tra cui l'allenatore Mauricio Pochettino e l'ex compagno di squadra Boca Juan Forlín. La stagione successiva torna in Argentina per giocare in prestito con l'Estudiantes.
Nel 2011 torna a vestire la maglia del Boca, con la quale nel 2012 sfiora la vittoria in Coppa Libertadores uscendo sconfitto solo in finale contro il Corinthians, dove mette a segno anche il gol del momentaneo 1-0 nella partita d'andata. È invece costretto a non disputare la gara di ritorno, in quanto la gara si sarebbe giocata quattro giorni dopo la scadenza del suo contratto: per prendervi parte avrebbe dovuto firmare un'estensione contrattuale e il Boca pagare una polizza assicurativa considerata troppo onerosa.

#### Fiorentina
Dopo la scadenza del legame col Boca Juniors, con una parte del cartellino detenuto dalla squadra uruguaiana del Fénix, l'11 luglio 2012 viene ufficializzato il suo trasferimento alla Fiorentina con la firma di un contratto quadriennale. Esordisce in Serie A il 25 agosto in Fiorentina-Udinese 2-1; il 22 settembre, alla quarta giornata di campionato, segna la sua prima rete in maglia viola in Parma-Fiorentina 1-1 con un potente tiro scagliato da 32 metri a 99 km/h. Il 20 gennaio 2013 realizza un gol con un lancio dalla propria metà campo contro il Napoli.
Nella nuova stagione (2013-2014) esordisce per la prima volta il 22 agosto nella gara Grasshoppers-Fiorentina (1-2) valida per i preliminari di Europa League. La prima partita in campionato arriva il 15 settembre 2013 in occasione della terza giornata di campionato con il pareggio casalingo per 1-1 contro il Cagliari. Complessivamente trova però meno spazio rispetto all'annata precedente, disputando un totale di 13 partite di campionato.

#### Prestito al Genoa
Il 1º settembre 2014 passa al Genoa con la formula del prestito con diritto fissato a 4,5 milioni di euro contro-riscatto. Con la maglia rossoblù esordisce in campionato il 14 settembre successivo in trasferta a Firenze proprio contro la sua ex squadra. Chiude la sua esperienza in rossoblù con 32 presenze e a fine stagione torna alla Fiorentina per fine prestito.

#### Ritorno alla Fiorentina e anni in Spagna
Il 9 gennaio 2016 segna il suo primo gol nella sua nuova esperienza con i viola contro la Lazio. Ciò nonostante i biancoazzurri battono i viola per 3-1. Complessivamente con la maglia viola ha messo insieme 84 presenze e 4 gol.
Il 12 luglio 2016 passa al Celta Vigo firmando un contratto quadriennale.
Il 31 gennaio 2019, dopo 83 presenze e 3 gol nel complesso, viene ceduto in prestito al Valencia.
L'8 agosto 2019 viene ceduto a titolo definitivo all'Osasuna.
Il 18 luglio 2022 ritorna in patria al Boca Juniors. Debutta nuovamente con i gialloblù il 31 Luglio 2022 nella sconfitta per 3-0 contro il Patronato..

### Nazionale
Viene convocato per la prima volta dalla nazionale argentina per le sfide di qualificazione per il Mondiale 2014 dell'11 e 15 ottobre 2013, ma a causa di un infortunio non ha potuto rispondere alla chiamata del CT Alejandro Sabella.  Viene di nuovo convocato per le amichevoli contro Ecuador e Bosnia del 15 e 18 novembre, potendo questa volta rispondere alla chiamata, esordendo nella prima partita contro l'Ecuador finita 0-0.
Viene convocato per la Copa América Centenario negli Stati Uniti.

## Statistiche

### Presenze e reti nei club
Statistiche aggiornate al 31 dicembre 2023.
| Stagione            | Squadra             | Campionato          | Campionato | Campionato | Coppe nazionali | Coppe nazionali | Coppe nazionali | Coppe continentali | Coppe continentali | Coppe continentali | Altre coppe | Altre coppe | Altre coppe | Totale | Totale |
| Stagione            | Squadra             | Comp                | Pres       | Reti       | Comp            | Pres            | Reti            | Comp               | Pres               | Reti               | Comp        | Pres        | Reti        | Pres   | Reti   |
| ------------------- | ------------------- | ------------------- | ---------- | ---------- | --------------- | --------------- | --------------- | ------------------ | ------------------ | ------------------ | ----------- | ----------- | ----------- | ------ | ------ |
| 2007-2008           | Boca Juniors        | PD                  | 9          | 0          | -               | -               | -               | CL                 | 1                  | 0                  | -           | -           | -           | 10     | 0      |
| 2008-2009           | Boca Juniors        | PD                  | 22         | 2          | -               | -               | -               | CL+CS              | 8+2                | 0+0                | RS          | 0           | 0           | 32     | 2      |
| 2009-2010           | Espanyol            | PD                  | 21         | 0          | CR              | 2               | 0               | -                  | -                  | -                  | -           | -           | -           | 23     | 0      |
| 2011-2012           | Estudiantes         | PD                  | 25         | 0          | -               | -               | -               | CL+CS              | 6+2                | 0+0                | RS          | 1           | 0           | 34     | 0      |
| 2011-2012           | Boca Juniors        | PD                  | 31         | 2          | CA              | 4               | 1               | CL                 | 11                 | 1                  | -           | -           | -           | 46     | 4      |
| 2012-2013           | Fiorentina          | A                   | 24         | 3          | CI              | 2               | 0               | -                  | -                  | -                  | -           | -           | -           | 26     | 3      |
| 2013-2014           | Fiorentina          | A                   | 13         | 0          | CI              | 2               | 0               | UEL                | 10                 | 0                  | -           | -           | -           | 25     | 0      |
| 2014-2015           | Genoa               | A                   | 32         | 0          | CI              | 0               | 0               | -                  | -                  | -                  | -           | -           | -           | 32     | 0      |
| 2015-2016           | Fiorentina          | A                   | 30         | 1          | CI              | 0               | 0               | UEL                | 3                  | 0                  | -           | -           | -           | 33     | 1      |
| Totale Fiorentina   | Totale Fiorentina   | Totale Fiorentina   | 67         | 4          |                 | 4               | 0               |                    | 13                 | 0                  |             |             |             | 84     | 4      |
| 2016-2017           | Celta Vigo          | PD                  | 32         | 3          | CR              | 7               | 0               | UEL                | 9                  | 1                  | -           | -           | -           | 48     | 4      |
| 2017-2018           | Celta Vigo          | PD                  | 21         | 0          | CR              | 1               | 0               | -                  | -                  | -                  | -           | -           | -           | 22     | 0      |
| 2018-gen. 2019      | Celta Vigo          | PD                  | 12         | 0          | CR              | 1               | 0               | -                  | -                  | -                  | -           | -           | -           | 13     | 0      |
| Totale Celta Vigo   | Totale Celta Vigo   | Totale Celta Vigo   | 65         | 3          |                 | 9               | 0               |                    | 9                  | 1                  |             | -           | -           | 83     | 4      |
| gen.-giu.2019       | Valencia            | PD                  | 7          | 0          | CR              | 1               | 0               | -                  | -                  | -                  | -           | -           | -           | 8      | 0      |
| 2019-2020           | Osasuna             | PD                  | 17         | 1          | CR              | 3               | 0               | -                  | -                  | -                  | -           | -           | -           | 20     | 1      |
| 2020-2021           | Osasuna             | PD                  | 17         | 1          | CR              | 4               | 1               | -                  | -                  | -                  | -           | -           | -           | 21     | 2      |
| Totale Osasuna      | Totale Osasuna      | Totale Osasuna      | 34         | 2          |                 | 7               | 1               |                    | -                  | -                  |             | -           | -           | 41     | 3      |
| 2021-2022           | Arīs Limassol       | AK                  | 17         | 0          | KK              | 0               | 0               | -                  | -                  | -                  | -           | -           | -           | 17     | 0      |
| 2022                | Boca Juniors        | PD                  | 11         | 0          | CA+CdL          | 3+0             | 0+0             | CL                 | 0                  | 0                  | TC          | 0           | 0           | 14     | 0      |
| 2023                | Boca Juniors        | PD                  | 15         | 0          | CA+CdL          | 0+2             | 0+0             | CL                 | 4                  | 0                  | SA+SI       | 1+1         | 0+1         | 23     | 1      |
| Totale Boca Juniors | Totale Boca Juniors | Totale Boca Juniors | 88         | 4          |                 | 9               | 1               |                    | 26                 | 1                  |             | 2           | 0           | 125    | 7      |
| Totale carriera     | Totale carriera     | Totale carriera     | 356        | 13         |                 | 32              | 1               |                    | 56                 | 2                  |             | 3           | 1           | 446    | 17     |

### Cronologia presenze e reti in nazionale
| Cronologia completa delle presenze e delle reti in nazionale ― Argentina | Cronologia completa delle presenze e delle reti in nazionale ― Argentina | Cronologia completa delle presenze e delle reti in nazionale ― Argentina | Cronologia completa delle presenze e delle reti in nazionale ― Argentina | Cronologia completa delle presenze e delle reti in nazionale ― Argentina | Cronologia completa delle presenze e delle reti in nazionale ― Argentina | Cronologia completa delle presenze e delle reti in nazionale ― Argentina | Cronologia completa delle presenze e delle reti in nazionale ― Argentina |
| Data                                                                     | Città                                                                    | In casa                                                                  | Risultato                                                                | Ospiti                                                                   | Competizione                                                             | Reti                                                                     | Note                                                                     |
| ------------------------------------------------------------------------ | ------------------------------------------------------------------------ | ------------------------------------------------------------------------ | ------------------------------------------------------------------------ | ------------------------------------------------------------------------ | ------------------------------------------------------------------------ | ------------------------------------------------------------------------ | ------------------------------------------------------------------------ |
| 15-11-2013                                                               | East Rutherford                                                          | Ecuador                                                                  | 0 – 0                                                                    | Argentina                                                                | Amichevole                                                               | -                                                                        | 32’ 63’                                                                  |
| 14-10-2014                                                               | Hong Kong                                                                | Hong Kong                                                                | 0 – 7                                                                    | Argentina                                                                | Amichevole                                                               | -                                                                        | 60’                                                                      |
| 18-11-2014                                                               | Manchester                                                               | Argentina                                                                | 0 – 1                                                                    | Portogallo                                                               | Amichevole                                                               | -                                                                        |                                                                          |
| 31-3-2015                                                                | East Rutherford                                                          | Argentina                                                                | 2 – 1                                                                    | Ecuador                                                                  | Amichevole                                                               | -                                                                        |                                                                          |
| 6-6-2015                                                                 | San Juan                                                                 | Argentina                                                                | 5 – 0                                                                    | Bolivia                                                                  | Amichevole                                                               | -                                                                        | 61’                                                                      |
| 13-6-2015                                                                | La Serena                                                                | Argentina                                                                | 2 – 2                                                                    | Paraguay                                                                 | Coppa America 2015 - 1º turno                                            | -                                                                        | 41’                                                                      |
| 4-9-2015                                                                 | Houston                                                                  | Argentina                                                                | 7 – 0                                                                    | Bolivia                                                                  | Amichevole                                                               | -                                                                        | 77’                                                                      |
| 8-9-2015                                                                 | Arlington                                                                | Messico                                                                  | 2 – 2                                                                    | Argentina                                                                | Amichevole                                                               | -                                                                        | 90’                                                                      |
| 8-10-2015                                                                | Buenos Aires                                                             | Argentina                                                                | 0 – 2                                                                    | Ecuador                                                                  | Qual. Mondiali 2018                                                      | -                                                                        | 46’                                                                      |
| 13-11-2015                                                               | Buenos Aires                                                             | Argentina                                                                | 1 – 1                                                                    | Brasile                                                                  | Qual. Mondiali 2018                                                      | -                                                                        | 62’                                                                      |
| 27-5-2016                                                                | San Juan                                                                 | Argentina                                                                | 1 – 0                                                                    | Honduras                                                                 | Amichevole                                                               | -                                                                        | 78’                                                                      |
| 14-6-2016                                                                | Seattle                                                                  | Argentina                                                                | 3 – 0                                                                    | Bolivia                                                                  | Coppa America Centenario - 1º turno                                      | -                                                                        |                                                                          |
| 23-3-2017                                                                | Buenos Aires                                                             | Argentina                                                                | 1 – 0                                                                    | Cile                                                                     | Qual. Mondiali 2018                                                      | -                                                                        | 77’                                                                      |
| 28-3-2017                                                                | La Paz                                                                   | Bolivia                                                                  | 2 – 0                                                                    | Argentina                                                                | Qual. Mondiali 2018                                                      | -                                                                        |                                                                          |
| Totale                                                                   |                                                                          | Presenze                                                                 | 14                                                                       |                                                                          | Reti                                                                     | 0                                                                        |                                                                          |

## Palmarès

### Club

#### Competizioni nazionali
- Coppa di Spagna: 1

Valencia: 2018-2019
- Campionato argentino: 1

Boca Juniors: 2022
- Supercopa Argentina: 1

Boca Juniors: 2022